# Ditylus
Ditylus — род жуков-узкокрылок.

## Распространение
В России распространён всего один вид.

## Описание
Жуки крупных размеров, достигающие 13-23 миллиметров в длину. Тело жуков крупное и широкое, более или менее выпуклое, обычно тёмно-синего или почти чёрного цвета с металлическим отблеском. Жвалы с раздвоенной вершиной. Последний членик челюстных щупиков у вершины довольно слабо расширенный, узкий и секировидный. Глаза большие, имеет довольно слабую выемку. Усики короткие, редко достигают середины длины надкрылий; последний членик усиков едва перетянут. Передние голени с двумя вершинными шпорами, передние и средние пары лапок имеют густой войлочной подошвой на 1-4 членике, задний - на третьем и четвёртом членике; коготки простые. Надкрылья расширены к вершине, жилки слабые. Тегмен полутрубчатый.

## Экология
Преимагональные стадии развиваются в основном в мёртвой древесине, сравнительно твёрдых хвойных пород, чаще сосны.

## Перечень видов
В состав рода входят:
- Ditylus caeruleus (Randall, 1838)
- Ditylus laevis (Fabricius, 1792)
- Ditylus gracilis LeConte, 1854
- Ditylus quadricollis (LeConte, 1851)